# 日曆年度
日曆年度，即公曆1月1日至12月31日，為期365日（閏年：366日）的一整年。與之相對的是財政年度。不同的是，財政年度可以按機構的需要訂立任何一日為該年度的開始。